# Claire Atherton

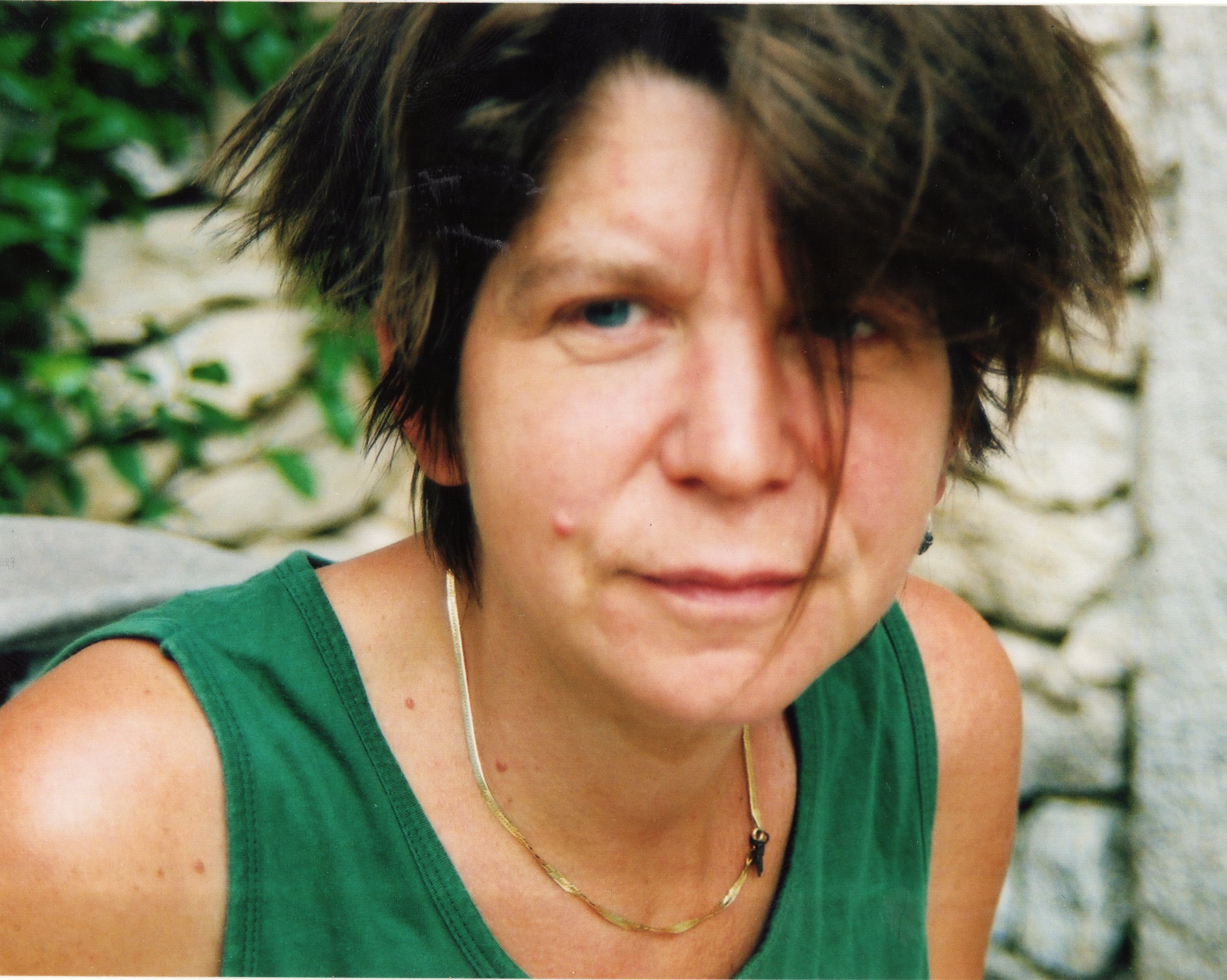
Foto van Claire Atherton door John Atherton

Claire Atherton (San Francisco, 1963) is een Amerikaans filmmonteur.

## Leven
Atherton groeide op in New York en Parijs. Haar zus is componiste Sonia Wieder-Atherton.
Van jongs af aan was ze door de taoïstische filosofie en Chinese ideogrammen geïntrigeerd. Zo bracht ze in 1980 enkele maanden door in China en studeerde later sinologie in Parijs. Daarna volgde ze een opleiding aan de Ecole Louis Lumière in Parijs, waar ze afstudeerde in 1986.
Atherton woont en werkt nog steeds in Frankrijk. 

## Loopbaan
In 1982 startte ze als 18-jarige video-technicus in het Centre Audiovisuel Simone de Beauvoir, opgericht door onder andere actrice Delphine Seyrig.
In 1986 begon ze samen met Chantal Akerman te werken aan Letters Home, de verfilming van het gelijknamige toneelstuk van en met Coralie en Delphine Seyrig, gebaseerd op brieven van Sylvia Plath. Dit vormde het begin van een 30-jarige samenwerking met de filmmaakster, tot aan dier laatste film No Home Movie (2015), en haar laatste installatie Now, die opende op de Biennale van Venetië in 2015. Atherton is tot vandaag de beheerder van Akerman's installaties.
Tegelijkertijd werkt Claire Atherton ook samen met andere documentairemakers. Onder hen Luc Decaster, Emilio Pacull, Noëlle Pujol, Andreas Bolm, Emmanuelle Demoris, Anne Barbé, Elsa Quinette, Christine Seghezzi, Christophe Bisson en Eric Baudelaire.
Atherton's werk als monteur werd gehonoreerd met een volwaardige retrospectieve in de Grenoble Cinemathèque in 2013.

## Prijzen
In 2019 kreeg ze de Vision Award Ticinomoda op het Internationaal Filmfestival van Locarno.

## Filmografie
als monteur:
- 2019 Un Film Dramatique
- 2018 Walked the Way Home
- 2017 Histoires de la plaine
- 2017 Also Known as Jihadi
- 2016 Silêncio
- 2016 Jumbo/Toto, histoires d'un éléphant
- 2015 Qui a tué Ali Ziri?
- 2015 No Home Movie
- 2013 Au monde
- 2013 Hungry Man
- 2013 Avenue Rivadavia
- 2013 Die Wiedergänger
- 2012 Noctambules
- 2012 On est là!
- 2011 La folie Almayer
- 2011 La vie est ailleurs
- 2011 Detroit, ville sauvage
- 2010 Mafrouza/Coeur
- 2010 Sorcières, mes soeurs
- 2010 Ceux de Primo Levi
- 2010 Histoire racontée par Jean Dougnac
- 2007 Mafrouza - Oh la nuit!
- 2007 Héros fragiles
- 2006 Là-bas
- 2004 Operation Hollywood
- 2004 Demain on déménage
- 2003 Avec Sonia Wieder-Atherton
- 2003 Rêve d'usine
- 2002 Filles de nos mères
- 2002 De l'autre côté
- 2000 La captive
- 1999 Sud
- 1997 Cinéma, de notre temps - Chantal Akerman par Chantal Akerman (1997)
- 1996 Un divan à New York
- 1993 D'Est
- 1984 Le Centre Flora Tristan